# Roswell (Dakota du Sud)
Pour les articles homonymes, voir Roswell.
Roswell est une ancienne municipalité américaine située dans le comté de Miner, dans l'État du Dakota du Sud.
Fondée en 1883, la localité doit son nom à Roswell Miller, un dirigeant du North Western Railroad.

## Démographie
| 2000 | 2010 | - | - | - | - |
| ---- | ---- | - | - | - | - |
| 21   | 15   | - | - | - | - |

Selon le recensement de 2010, Roswell compte 15 habitants. La municipalité s'étend alors sur une superficie de 1,41 milles carrés (3,65 km2). Roswell n'est plus une municipalité depuis 2012.